# Р-861
Р-861 «Актиния» (Р-861 М1)  — авиационная аварийная радиостанция.
Существует модернизированный вариант радиостанции Р-861 «Актиния» — это радиостанция Р-861М1 «Актиния М1». Основными отличиями являются элементы питания ER-20, установленные взамен аккумуляторных батарей и светодиодный индикатор взамен стрелочного на лицевой панели.

## Назначение
Аварийно-спасательная коротковолновая радиостанция Р-861 (и её модернизированный вариант) предназначена для обеспечения двухсторонней симплексной связи экипажа самолета, потерпевшего аварию, с базами и самолетами (вертолетами) спасательной службы в телефонном и телеграфном режимах. Также данная радиостанция может использоваться в режиме автоматической передачи сигналов бедствия. Радиостанция штатно входит в укладку надувной спасательной лодки ЛАС-5М и плота ПСН-6А. Упаковывается в контейнер оранжевого цвета.

## Применение
Радиостанция работает на четырёх фиксированных частотах: 2182 кГц, 4182 кГц, 8364 кГц и 12546 кГц. Радиостанция обеспечивает следующие виды работы:
- А1 — амплитудная телеграфия без модуляции несущего сигнала при работе ключом;
- А2 — амплитудная телеграфия с модуляцией несущего сигнала при работе автоматического датчика сигналов бедствия;
- A3 — двухполосная телефония с амплитудной модуляцией.

На верхней части приемопередатчика находится табличка с порядком развертывания радиостанции. Для получения большей дальности связи осуществляется выбор частот — в зависимости от времени суток, времени года и периода солнечной активности (имеется табличка с графиком).
Сигнал бедствия передается в режиме А2. Он состоит из 12 тире длительностью 4 ± 1 с, трехкратного повторения сигнала «SOS» и двухкратного повторения позывного сигнала из двух букв телеграфной азбуки. Предусмотрено самопрослушивание передаваемых сигналов.
Питание радиостанции осуществляется от батареи, состоящей из четырех литиевых элементов типа ER20P, соединенных последовательно. Конструктивно каждая батарея представляет собой блок питания в герметичном корпусе (в зимнее время он опускается за борт лодки в море с целью предотвращения замерзания батареи при низких температурах). В комплекте радиостанции имеется два блока питания.

## Основные характеристики
- Мощность передатчика в эквиваленте антенны при всех видах работы не менее — 4 Вт
- Чувствительность приемника во всех режимах не хуже — 3 мкВ
- Потребляемый ток:
  - в режиме передачи — не более 1300 мА
  - в режиме приёма — не более 30 мА

Радиостанция в нерабочем состоянии является водозащищенной, а в рабочем состоянии — брызгозащищенной. Конструкция радиостанции обеспечивает ее сохранность и работоспособность после сбрасывания в укладках с самолетов парашютным способом со скоростью приземления (приводнения) до 8 м/с и транспортирование любым видом транспорта. Источники питания сохраняют работоспособность при температуре до 243 К (минус 30 °C)
В рабочем (развёрнутом) состоянии радиостанция выдерживает воздействие следующих внешних факторов:
- относительной влажности до 95 % при температуре до 313 К (40 °C);
- изменение окружающей температуры от 223 К (минус 50 °C) до 323 К (50 °C);
- воздействия инея и росы.

Масса действующего комплекта радиостанции в упаковке не более 14 кг. Габаритные размеры действующего комплекта радиостанции в упаковке — 510 x 310 x 220 мм.